# Casa Capșa
Casa Capșa – historyczna restauracja w Bukareszcie, w Rumunii, po raz pierwszy założona w 1852 roku. W różnych okresach obejmowała również hotel. Ponownie otwarty jako hotel 17 czerwca 2003. Hotel obejmuje 61 luksusowych pokoi w standardzie pięciu gwiazdek. 
Casa Capșa znajduje się na Calea Victoriei na rogu Strada Edgar Quinet, naprzeciwko hotelu Capitol i po przekątnej z Palatul Cercului Militar Național.